# Dioxid de titan
Dioxidul de titan este un oxid al titanului, cu formulă chimică TiO2, numit și "alb de titan". Este un pigment artificial, cu putere bună de acoperire, utilizat încă din 1920. Este inert din punct de vedere chimic. Utilizare în tehnică - în ulei nu are proprietăți sicative, de aceea trebuie amestecat cu alte substanțe care au aceste caracteristici. 